# Dipsas chaparensis
Dipsas chaparensis är en ormart som beskrevs av Reynolds och Foster 1992. Dipsas chaparensis ingår i släktet Dipsas och familjen snokar.
Inga underarter finns listade i Catalogue of Life.
Artens utbredningsområde är Bolivia. Den lever i landets centrala delar vid östra sidan av Anderna. Utbredningsområdet ligger 800 till 2000 meter över havet. Habitatet utgörs av molnskogar och andra fuktiga bergsskogar. Individerna är nattaktiva, klättrar i träd och buskar och har ödlor samt groddjur som föda. Honor lägger ägg.
Intensivt skogsbruk och skogarnas omvandling till odlingsmark hotar beståndet. Hoten anses vara måttliga. IUCN kategoriserar arten globalt som livskraftig.